# شانی ان دلاویر (پنسیلوانیا)
شانی ان دلاویر (به انگلیسی: Shawnee on Delaware) یک منطقهٔ مسکونی در ایالات متحده آمریکا است که در شهرستان مونرو، پنسیلوانیا واقع شده‌است.